# نوغابچیک
نوغابچیک در بخش مرکزی و دهستان شاخنات شهرستان بیرجند واقع است. این روستا در ۹۵ کیلومتری بیرجند واقع است و دارای قنات‌های فراوانی است که به علت خشک‌سالی بسیاری از آن‌ها خشک شده‌اند و هم‌اکنون شش قنات فعال‌اند؛ به نام‌های: اوخ پایین و بالا - داودتک بالا و پایین -نوغاب بالا و پایین - سیمی. از محصولات این روستا می‌توان به زرشک - عناب - سنجد - آلو - بادام اشاره کرد.